# Johannes Wohlwend
Johannes Wohlwend (* 15. November 1964) ist ein ehemaliger liechtensteinischer Judoka.

## Karriere
Wohlwend trat bei den Olympischen Sommerspielen 1984 in Los Angeles an, wo er den neunten Rang belegte. Vier Jahre später bei den Sommerspielen in Seoul unterlag er in der Hoffnungsrunde dem Westdeutschen Athleten Steffen Stranz und wurde Siebter.
Nach seiner Karriere war Wohlwend von 2000 bis 2012 Generalsekretär des Nationalen Olympischen Komitees von Liechtenstein. Beim Ausscheiden aus seinem Amt wurde ihm eine Ehrenmitgliedschaft zugesprochen.